# Nordanstigskustens församling
Nordanstigskustens församling är en församling i Hälsinglands norra kontrakt i Uppsala stift i Svenska kyrkan och utgör ett eget pastorat. Församlingen ligger i Nordanstigs kommun i Gävleborgs län.

## Administrativ historik
Församlingen bildades 2019 genom sammanläggning av Harmånger-Jättendals församling och Gnarps församling som tidigare ingått i samma pastorat.

## Kyrkor
- Harmångers kyrka
- Jättendals kyrka
- Gnarps kyrka
- Strömsbruks kyrka